# Resedacee
Resedaceele sau rezedaceele (Resedaceae) sunt o familie de plante superioare angiosperme din ordinul Brassicales, care cuprinde plante erbacee, rar la bază lemnoase, anuale, bianuale sau perene, răspândite în regiunile temperate și subtropicale din Europa, vestul Asiei, Orientul Mijlociu, America de Nord și Africa de Sud, majoritatea fiind mediteraneene. Frunze alterne, simple întregi sau divizate cu stipele foarte mici, denticuliforme. Inflorescența este un racem sau spic, terminală sau dispusă la subsuoara frunzelor. Flori bilateral simetrice (zigomorfe). Sepale 2-8. Petale neegale, în același număr cu sepalele sau lipsesc. Stamine 3-40. Ovar superior, 2-3 carpelar. Fruct capsulă.  Flora României conține 6 specii, din care 2 cultivate și 4 spontane ce aparțin genului Reseda.

## Descriere
Resedaceele sunt plante ierboase, rar lemnoase la bază; anuale, bisanuale sau perene. În tulpinile tuturor resedaceelor se găsește mirozina, o diastază care se întâlnește la toate speciile din familia crucifere.
Frunze alterne, mai lungi decât late, simple, întregi sau mai mult sau mai puțin divizate. Stipele foarte mici sau reduse, denticuliforme (ca niște dințișori). 
Inflorescența este un racem piramidal sau spic, terminală sau dispusă la subțioara frunzelor. Flori spirociclice, bilateral simetrice (zigomorfe), de obicei bisexuate (hermafrodite). Formula florală K8-4 C8-4; Aα-3 G6-2, mai frecventă K6-4 C6-4 Aα-3G(4-3). 
Caliciu dialisepal,  din 2-8 sepale (de regulă 4-6), mai mult sau mai puțin inegale, cu estivație valvară, libere sau uneori puțin unite la bază, persistente sau caduce. 
Corola dialipetală, din petale în număr egal cu sepalele, cu care alternează, de forme diferite chiar în aceeași floare, cele mai multe adânc fidate (divizate) în 3-8 lacinii. 
Androceul din 3-40 stamine, inserate pe un disc cărnos unilateral, caracteristic familiei, provenit prin lățirea axei florale, purtând antere introrse. 
Gineceu cu ovar superior cenocarpic, din 2-6 carpele (de regulă 3-4), unite între ele până aproape de vârf sau libere, neconcrescute în partea superioară (Astrocarpus), delimitând o singură lojă (ovar unilocular). Stigmate sesile. Axa florii la unele specii prelungită într-un ginofor disciform. Ovule numeroase, campilotrope, cu 2 integumente. Placentație de obicei parietală sau mai rar central bazală.
Fruct capsulă uniloculară multispermă, aproape totdeauna deschisă prin crăpături la vârf, uneori foliculă sau bacă. 
Semințe reniforme sau ovale, de obicei exalbuminate (fără endosperm), cu embrionul curbat în formă de arc.

## Importanță
Unele specii de resedacee   sunt   de interes horticol, altele medicinal, iar altele industrial.

## Specii din România
Flora României conține 6 specii, două cultivate și patru spontane ce aparțin genului Reseda.
- Reseda alba = Rezedă albă
- Reseda inodora = Rezedă inodoră, Rechie nemirositoare
- Reseda lutea = Rechie
- Reseda luteola = Gaude
- Reseda odorata = Rezedă mirositoare, Rozetă
- Reseda phyteuma

## Specii din Republica Moldova
Flora din Republica Moldova conține 4 specii, una cultivată și patru spontane ce aparțin genului Reseda.
- Reseda inodora Reichenb. = Rozedă inodoră, Rechie nemirositoare
- Reseda lutea L. = Rozedă galbenă, Rechie galbenă
- Reseda luteola L. = Rozedă gălbue
- Reseda odorata L. = Rozedă odorată (cultivată)